# 吴锴
吴锴（1969年—），西安交通大学电力设备电气绝缘国家重点实验室教授，主要从事电介质材料老化破坏规律等方面的研究工作。入选中华人民共和国教育部第七批长江学者特聘教授。